# El Triunfo (kanton)
El Triunfo – kanton w prowincji Guayas, w Ekwadorze. Stolicą kantonu jest El Triunfo.